# Gaertnera aphanodioica
Gaertnera aphanodioica är en måreväxtart som beskrevs av Simon T. Malcomber. Gaertnera aphanodioica ingår i släktet Gaertnera och familjen måreväxter. Inga underarter finns listade i Catalogue of Life.